# Chamaegastrodia shikokiana
Chamaegastrodia shikokiana là một loài thực vật có hoa trong họ Lan. Loài này được Makino & F.Maek. mô tả khoa học đầu tiên năm 1935.

## Hình ảnh

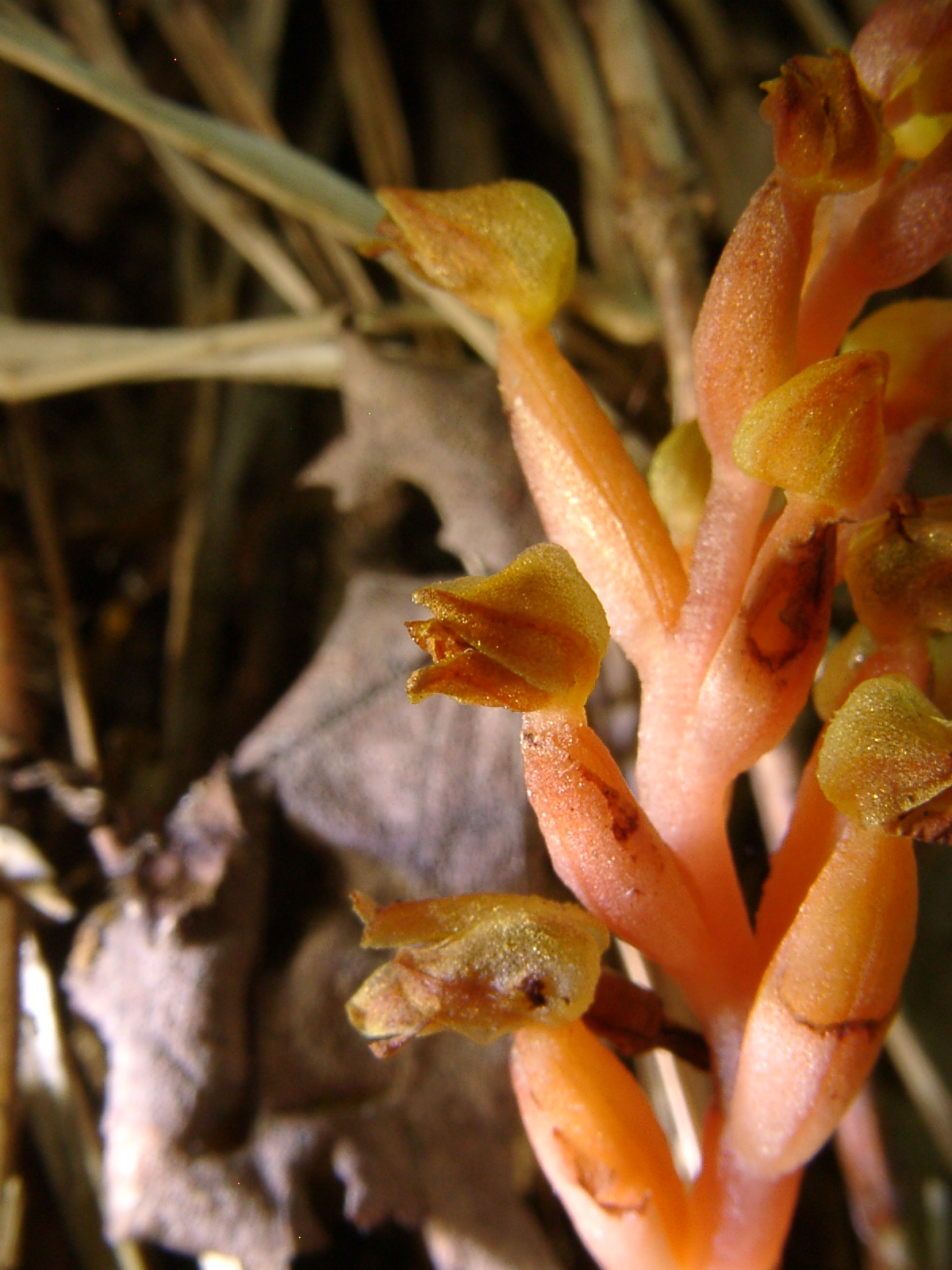
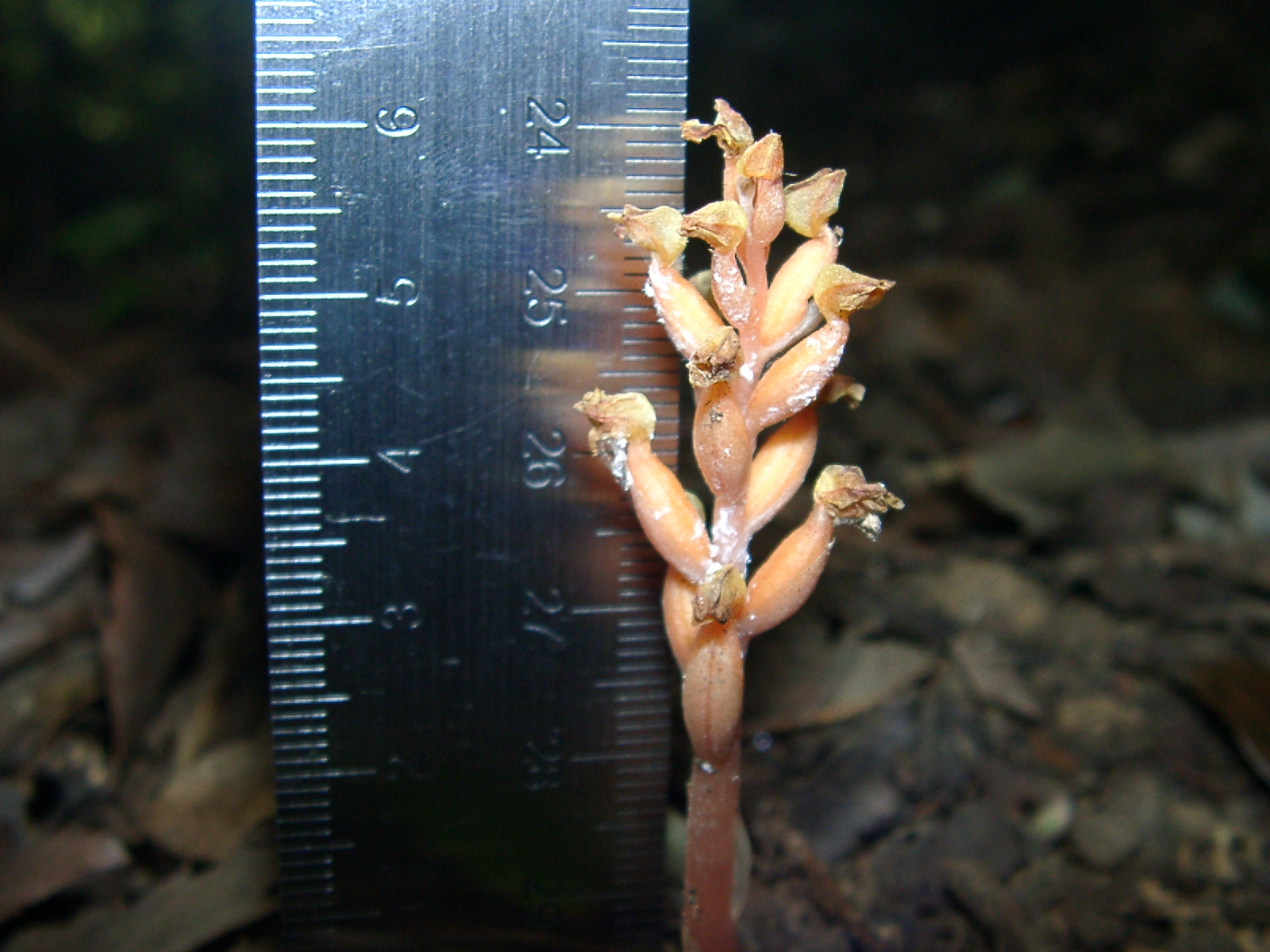
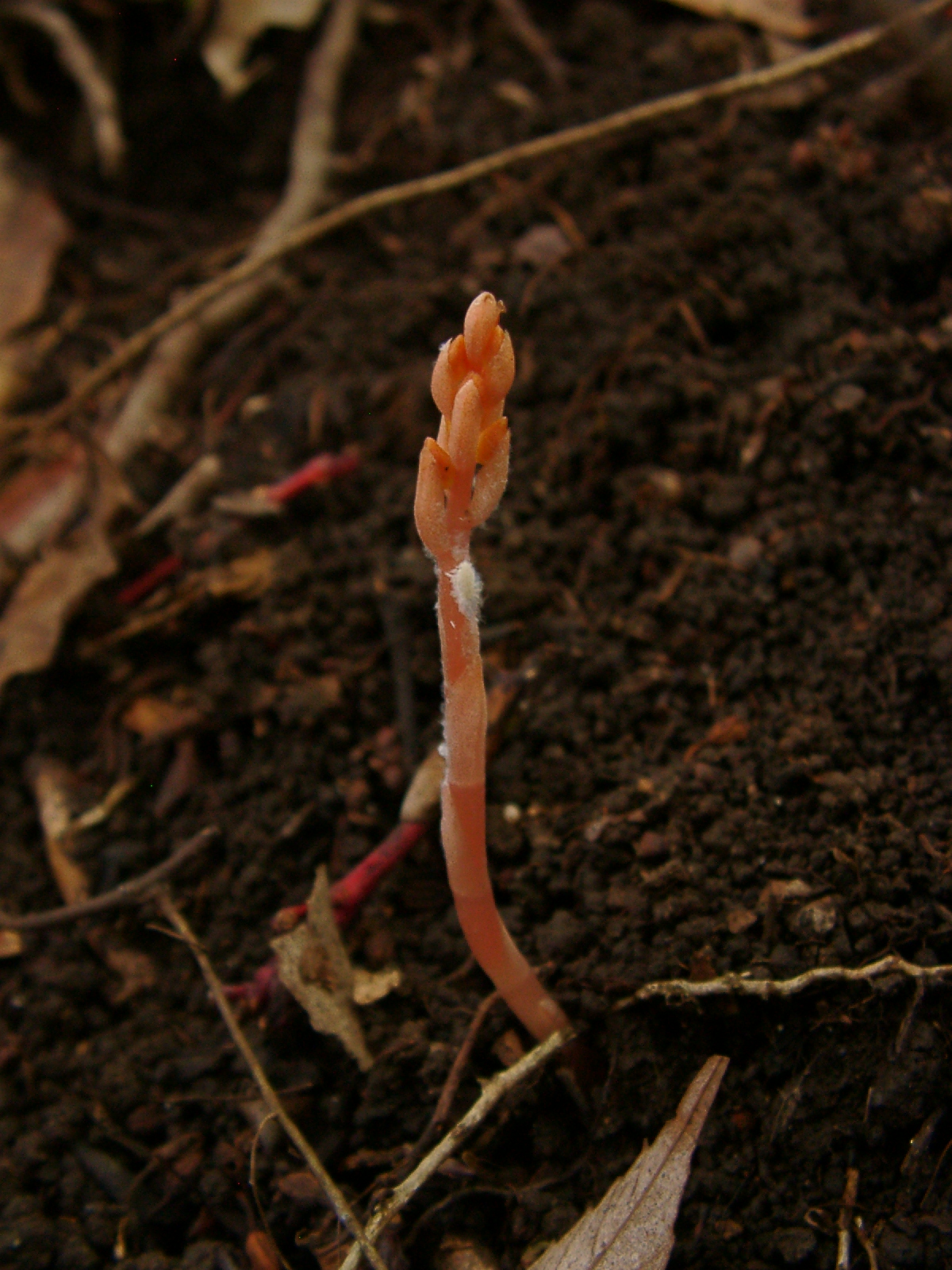